# Tarot
Tarot je naziv za komplet izduženih igraćih karata koje se u raznim krajevima Europe rabe za gatanje. Danas je tarot najpoznatiji špil u kartomanciji te općenito, jedna od najpoznatijih divinacijskih metoda.
Špil se sastoji od sedamdeset i osam karata podijeljenih u tri kategorije: veliku arkanu, malu arkanu i dvorske karte, tj. karte s likovima. Velika Arkana sadrži 22 igraće karte, od Lude (označene nulom) do Svijeta (označenog brojem 21), karte su označene rimskim brojevima. U tim brojevima okultisti nalaze određenu simboliku uspoređujući broj karata Velike Arkane s hebrejskim alfabetom koji se sastoji od dvadeset i dva slova. Majstori tarota povezuju ih s događajima i utjecajima na život osobe, odnosno kažu da te karte daju određeno iskustvo kroz koje se vidi čovjekova sudbina.
Mala Arkana se sastoji od deset karata u četiri boje (štap, zlatnik, mač i pehar), odnosno ukupno 40 karata. Alternativni nazivi male arkane su karo (pločice), herc (srca), tref (novčići) i pik (koplja). Svaka od ovih grupa predstavlja po jedan element: vodu, vatru, zrak i zemlju. U svakoj od ovih grupa nalazi se po deset karata kojima su pridodane i karte kralja, kraljice, viteza i paža.
S obzirom na to da je raspored tarot karata male arkane i dvorskih karata vrlo sličan običnom kompletu od 52 karte (as, brojevi 2-10, dečko, baba, kralj), mnogi okultisti koriste samo karte velike arkane za gatanje, dok karte male arkane vide samo kao igraće karte.

## Etimologija
Postoji nekoliko različitih tumačenja podrijetla imena "tarot". Pojedini jezikoslovci smatraju da je riječ arapskog podrijetla (turuq - "putovi" ili tarh - "oduzimanje"), dok drugi naziv riječi izvode iz naziva rijeke Taro u sjevernoj Italiji. S vremnom je taj špil karata postao poznat u Italiji kao tarocchi i taj je izraz najvjerojatnije povezan s glagolom taroccare, što znači "varati, "krivotvoriti" što očito ukazuje na to da se špil ispočetka upotrebljavao za igru. Naziv tarocchi prešao je na njemačkom u oblik Tarock, a na francuskom tarot ili jeu de tarot što u prijevodu znači igra tarota". U hrvatski jezik riječ tarot je ušla iz francuskog jezika.

## Povijest
Neki okultisti su kao vrijeme nastanka tarot karata uzimali razdoblje drevnog Egipta ili stara kabalistička učenja, međutim pojava karata s klasičnim tarot simbolima može se sa sigurnošću pratiti tek od 18. stoljeća.
Prve tarot karte pojavile su se u Italiji sredinom 15. stoljeća, dok je njihova uporaba u okultne svrhe prvi put zabilježena u 16. stoljeću. Izvorne četiri boje tarota bile su: "štapovi" (bastoni), mačevi (spade), pehari (coppe) i novčići (denari). Te četiri boje predstavljale su četiri društvena staleža poznata u to vrijeme u Europi, redom, seljake, plemstvo i ratnike, svećenstvo i trgovce. Kasnije su u francuskom špilu "štapovi" postali karo (carreaux), "mačevi" pik (piques), "pehari" su nazvani herc (coeurs), a "novčići" tref (trèfles).
Široka primjena tarot karata među okultistima započinje tek od kraja 18. stoljeća, kada ih je švicarski pastor i mason Antoine Court de Gébelin (1725. – 1784.) promovirao kao sredstvo za proricanje, vjerujući da karte sadržavaju ključ za drevno i mistično egipatsko znanje koje je svijetu obznanio bog Thoth, čime je utro put okultnom, ezoterijskom i divinacijskom tarotu. Istovremeno, Jean-Baptiste Alliette, poznatiji kao Etteilla (1738. – 1791.) objavio je 1770. godine djelo o proricateljskom značenju tarot karata i popularizirao tarot za divinacijske svrhe.
Premda kasnija arheološka istraživanja nisu dovela tarot karte u vezu s njihovim navodnim egipatskim podrijetlom, tijekom 19. stoljeća nastalo je vjerovanje da su Romi, koji su ovladali tehnikom proricanja pomoću tarot karata, zapravo daleki potomci Egipćana i da su ondje stekli svoje divinacijsko znanje.
Francuski okultist Eliphas Lévi (1810. – 1875.) razvio je vezu između tarot karata i kabale, hebrejskog mističnog sustava. Tarot karte i njihovu simboliku prihvatila su i razna mistična i okultna udruženja poput Teozofskog društva, Hermetičkog reda Zlatne zore ili rozenkrojcera.
Inters za tarot kartama u 20. stoljeću evocirao je britanski okultist Arthur Edward Waite (1857. – 1942.) koji je u prosincu 1909., u suradnji s londonskom izdavačkom kućom "Rider", dizajnirao tzv. Rider-Waite tarot karte, koje su do danas najpoznatiji špil tarota. Ilustrirala ih je britanska umjetnica Pamela Colman Smith (1878. – 1951.). Drugi najpoznatiji špil tarota karata je Thothov tarot kojeg je osmislio britanski okultist Aleister Crowley (1875. – 1947.), a ilustrirala ga je britanska okultistica Frieda Harris (1877. – 1962.).
Tradicionalno vjerovanje za tarot karte je da se one ne bave doslovno proricanjem, već istraživanjem puteva sudbine što znaći da će nam pomoći onoliko koliko u njih vjerujemo. Zanimljivo je da svaki dan u godini ima svoju tarot kartu, kao što svaki čovjek ima svoju kartu koju je potrebno uvijek držati uz sebe.

## Vrste tarota
Postoji više različitih stilova karata, a najrašireniji su egipatski, francuski i ciganski, jer su najbliži izvornim kartama. Također, razlikuju se tri osnovna kupa karata:
- Klasični tarot

Najvažniji klasični kupovi karata su: stari firentinski minchiate nepoznatog autora i datuma nastanka gdje su prikazani klasični prikazi te znakovi zodijaka, vatre, vode i drugo. Manatijev tarot iz 1465. godine, stari sicilijanski tarot koji se sastoji od 50 karata raspoređenih u 5 skupina. Tarot de Marseille nastao tijekom 18. stoljeća, te je ujedno i jedan od najizvornijih tarot špilova. Stari švicarski tarot u kojem su likovi svećenika na kartama zamijenjeni drugim simbolima. To se radilo namjerno jer crkva nije dozvoljavala da se njihovo vodstvo prikazuje na kartama. Gringonneurov tarot, iako se smatra kako je autor ovih karata Jacques Gringonneur, francuski astrolog, točno vrijeme nastanka je nepoznato. Ove karte su pohranjene u francuskoj Narodnoj biblioteci.
- Privatizirani špil

Od privatiziranih špilova izdvajaju se: "Mea Vita tarot", Viscontijev tarot što ga je početkom 15. stoljeća oslikao talijanski slikar Bonifacio Bembo. Na ovim kartama su oslikani i članovi obitelji Visconti. Tarot karte Salvadora Dalija u kojemu je on sam sebe oslikao na prvoj karti.
- Okultni tarot

Najveći broj špilova tarota pripada kategoriji okultnih špilova, među kojima se izdvajaju: Etteillin tarot (egipatsko-ciganski) objavljen 1783. godine, objavio ga je francuski frizer Alliettea. Tarot Zlatne zore, tarot Arthura Edwarda Waitea iz 1910. godine i Crowleyjev tarot.

## Najčešća tarot pitanja
Iako tarot obuhvaća pitanja iz života pojedinca uključujući njegovu prošlost, sadašnjost i budućnost, moramo napomenuti kako postoje određene teme za koje se ljudi najčešće vežu. Prije svega to su pitanja o ljubavi, privatnom i poslovnom životu, zdravlju, obitelji i financijama. Najčešća pitanja koja se postavljaju uglavnom su: dali mi je partner vjeran, kada ću se zaljubiti, kada ću naći posao, dali ću roditi, hoće li moj sin završiti fakultet, kakvo je moje zdravstveno stanje, dali ću kupiti nekretninu. Također pitanja u tarotu mogu se postavljati na način da vam tarot majstori odgovaraju samo s DA ili NE. Svako pitanje koje se postavlja mora biti jasno definirano, a forma postavljenog pitanja konkretna.